# Акули чук
Акулите чук (Sphyrnidae) са семейство акули, характерни с особената, плоска и странично продълговата форма на главата. Предполага се, че са се появили преди 40 милиона години.

## Родове и видове
- род Eusphyra (Gill, 1862)
  - Eusphyra blochii (Cuvier, 1816)
- род Sphyrna (Rafinesque, 1810)
  - Sphyrna lewini (Griffith & Smith, 1834) – Раковинена риба чук
  - Sphyrna mokarran (Rüppell, 1837) – Гигантска акула чук
  - Sphyrna zygaena (Linnaeus, 1758) – Гладка акула чук
  - Sphyrna couardi (Cadenat, 1951)
  - Sphyrna corona (Springer, 1940)
  - Sphyrna media 9Springer, 1940) – Лопатовидна акула (чук)
  - Sphyrna tiburo (Linnaeus, 1758)
  - Sphyrna tudes (Valenciennes, 1822)